# Kantanahalli Mavinahalli, Kunigal
Kantanahalli Mavinahalli là một làng thuộc tehsil Kunigal, huyện Tumkur, bang Karnataka, Ấn Độ.